# IPhone OS 3
iPhone OS 3 ist die dritte Version von iOS, dem mobilen Betriebssystem von Apple. Es wurde am 17. März 2009 angekündigt und am 17. Juni 2009 veröffentlicht. Dies war vor der Umbenennung in iOS die letzte Hauptversion mit dem Namen iPhone OS. Auf iPhone OS 3 folgte ab dem 21. Juni 2010 iOS 4.

## Neuerungen
Eine größere Neuerung ist die Spotlight-Funktion. Mit ihr können Nutzer bestimmte Informationen auf ihrem Gerät finden, wie bspw. E-Mails, Apps oder Kontakte. Der Startbildschirm wurde erweitert, sodass der Anwender bis zu elf Seiten mit insgesamt 180 Apps hinzufügen kann. Die Nachrichten-App unterstützt jetzt auch MMS, die Kamera Videoaufnahmen und Besitzer des iPhone 3GS können mit den sogenannten Voice Memos ihre eigene Stimme aufnehmen. iPhone OS 3 fügte eine systemweite Dialogbox Ausschneiden, Kopieren oder Einfügen hinzu.

## Unterstützte Geräte
Alle Geräte, die iPhone OS 2 unterstützen, unterstützen auch iPhone OS 3.

### iPhone
- iPhone 2G
- iPhone 3G
- iPhone 3GS

### iPad
- iPad 1

### iPod touch
- iPod touch 1
- iPod touch 2
- iPod touch 3